# Сасаки, Акира
Акира Сасаки (яп. 佐々木 明 Сасаки Акира, род. 26 сентября 1981 года, Оно (в наст. вр. Хокуто), Хоккайдо) — японский горнолыжник, участник трёх Олимпийских игр, призёр этапов Кубка мира. Специализируется в слаломе. 
В Кубке мира Сасаки дебютировал в 2001 году, в январе 2003 года первый раз попал в тройку лучших на этапе Кубка мира, в слаломе. Всего на сегодняшний день имеет на своём счету 3 попадания в тройку лучших на этапах Кубка мира, все в слаломе. Лучшим достижением в общем зачёте Кубка мира является для Сасаки 25-е место в сезоне 2005-06.
На Олимпиаде-2002 в Солт-Лейк-Сити стартовал в двух дисциплинах: гигантский слалом - 34-е место, слалом - не финишировал.
На Олимпиаде-2006 в Турине стартовал в гигантском слаломе и слаломе, но в обоих случаях не добрался до финиша.
На Олимпиаде-2010 в Ванкувере занял 18-е место в слаломе.
За свою карьеру принимал участие в шести чемпионатах мира, лучший результат 19-е место в слаломе на чемпионате мира 2001 в австрийском Санкт-Антоне.
Использует лыжи и ботинки производства фирмы Salomon.